# Granaat (munitie)

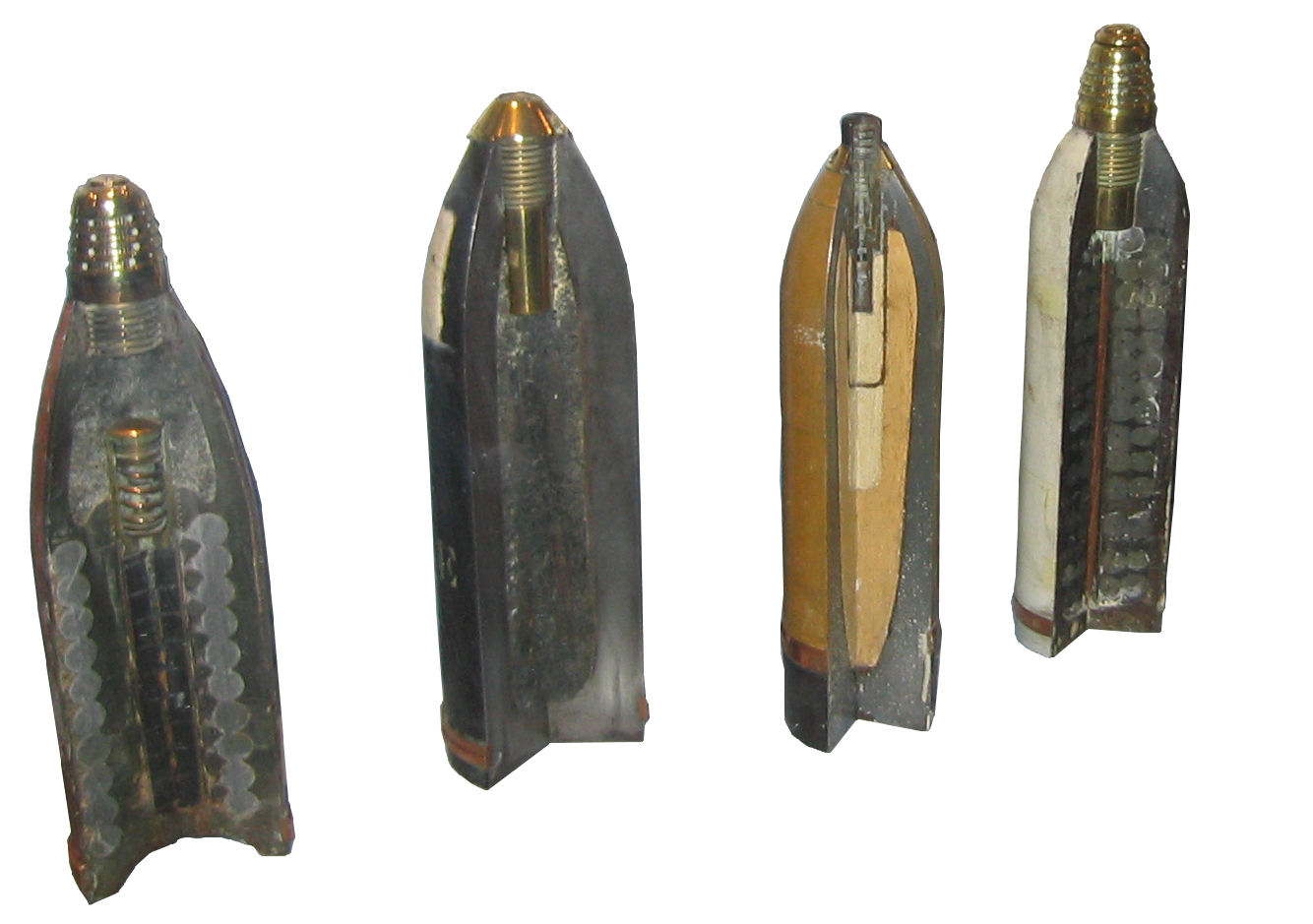
Granaten uit de Eerste Wereldoorlog

Een moderne granaat (in België vaak obus genoemd) is een type projectiel dat in verschillende vormen bestaat. Tot in de negentiende eeuw waren granaten bolvormige projectielen van ijzer of staal, soms gevuld met buskruit of andere strijdmiddelen en ontstoken door middel van een buis. Ze werden met de hand weggeslingerd of uit een vuurmond geschoten. 
Moderne granaten hebben meestal een explosieve lading (brisantgranaat) of bevatten een strijdmiddel. Ze zijn veelal sigaarvormig voor een geringe luchtweerstand.

## Wapens
Geschut waarmee granaten of projectielen worden afgevuurd zijn:
- Houwitsers
- Kanonnen, eventueel gemonteerd op een tank
- Mortieren
- Terugstootloze vuurmond
- Granaatwerper

Granaten die niet met geschut worden afgevuurd zijn handgranaten en geweergranaten.

## Typen granaten
Er zijn verschillende granaten, te weten:
- Brisantgranaat
- Pantsergranaat
- Pantsergranaat losse manchet
- Pantsergranaat losse manchet vingestabaliseerd
- Brisantpantsergranaat
- Lichtgranaat
- Brandgranaat
- Seingranaat
- Rookgranaat
- Springrookgranaat
- Kartets
- Gasgranaat
- Pallisergranaat
- Antitankbrisantgranaat

## Beschrijving

#### Brisantgranaat
Het kenmerk van een brisantgranaat is dat deze een stevige metalen wand met een springstof hoofdlading heeft, door een buis (ontsteker) tot detonatie wordt gebracht te verscherven op of bij het doel. Daarbij wordt gewacht tot het moment dat deze de meeste schade aan het doel zal toebrengen. 

#### Pantsergranaat
Pantsergranaten hebben bij vroegere modellen een explosieve lading, tegenwoordig worden deze brisantpantsergranaten genoemd. De huidige pantsergranaten hebben geen springstoflading maar hun uitwerking berust op het overbrengen van zoveel mogelijke kinetische energie op het gepantserd doel. Om tijdens de vlucht de kinetische energie zoveel mogelijk te behouden zijn deze projectielen steeds spitser geworden. De vorm is door de jaren heen ontwikkeld vanuit een plomp zwaar projectiel (pantsergranaat), via pantsergranaat met afnemende band, naar een pijlvormige staafpenetrator. Deze worden gebruikt in een munitietype dat in het Engelse Armoured Piercing Fin Stabilised Discarding Sabot (APFSDS) wordt genoemd ("pantserdoorborend met losse manchet, vingestabiliseerd"). Ook zijn voorganger APDS (Armour Piercing Discarding Sabot)-munitie ("pantserdoorborend met losse manchet") heeft een dergelijke penetrator. Het projectiel is kleiner dan de diameter (kaliber) van de loop, en de munitie wordt daarom subkalibermunitie genoemd.

#### Lichtgranaat
Een lichtgranaat is bedoeld om het gevechtsveld bij duisternis te verlichten. Al in de 19e eeuw werd dit met behulp van een lichtpot aan een parachute gedaan. Hoewel destijds de raket de voorkeur had om de lichtpot op hoogte te brengen. Tegenwoordig wordt ook met infraroodlicht bijgelicht.

#### Brandgranaat
De brandgranaat is ontworpen om brand te stichten. Men kan drie soorten onderscheiden:
- Een waarbij een pyrotechnische lading brand moet veroorzaken;
- Een waarbij een chemische of brandbare stof brand moet veroorzaken;
- Een 18e- en 19e-eeuws ontwerp waarbij een kanonskogel in een oven roodheet wordt opgestookt, waarna deze verschoten werd.

#### Seingranaat
De seingranaat stoot veelal in de lucht gekeurde lichtpotten uit om een voorafgesproken teken te geven of iets aan te duiden

#### Rookgranaat
De rookgranaat wordt gebruik om onder dekking van rook een aanval uit te voeren. Ook geeft het de mogelijkheid om onder dekking van rook terugtrekken. De rook kan veroorzaakt worden door een rooksas, witte fosfor of rode fosfor. Bij gebruik van rookgranaat, witte fosfor, spreekt men ook wel van een springrookgranaat omdat een springstof lading het granaatlichaam moet openscheuren voordat de wittefosfor spontaan kan gaan branden. Het neveneffect van een springrookgranaat-wittefosfor is brandstichting.

#### Kartets
Kartets, of ook wel busschot, druiven of blikken genoemd was het korte afstand verdedigingswapen voor de artillerie tegen aanvallen van infanterie en cavalerie. Het bestaat uit een houder, meestal een blik, waarin kogels schroot e.d. verwerkt zit. Door het afvuren zal de houder verscheuren en de schrootlading zal als een grof soort hagelschot op de tegenstander zijn uitwerking hebben. In de napoleontische oorlogsvoering had dit een gevreesde uitwerking.

#### Granaatkartets
Granaatkartets, deze granaat staat internationaal beter bekend als shrapnel vanwege de verbeteringen die Henry Shrapnel op zijn naam heeft staan. Deze granaat bevat een inhoud met kogels, schroot of flechettes die op het doel uitgestoten worden om zoveel mogelijk schade bij de tegenstander te veroorzaken.

#### Gasgranaat
Dit projectiel zal zijn inhoud vrijgeven om een tegenstander, te doden, te verwonden of gebruik van een gebied te ontzeggen. Er zijn variaties van uitwerkingen zoals: hinderend, verstikkend, vergiftigend, blaartrekkend of zenuwblokkerend. Dit wapen is internationaal verboden om tijdens oorlogsvoering in te zetten. Tijdens de Eerste Wereldoorlog zijn op het slagveld op grote schaal granaten gevuld met giftige gassen afgevuurd. In 1997 is er een wereldwijd verbod op het gebruik van dergelijke wapens ingesteld. De Organisatie voor het Verbod op Chemische Wapens van de Verenigde Naties, gevestigd in Den Haag, controleert op de wereldwijde naleving van contracten over chemische wapens.

#### Pallisergranaat
De pallisergranaat is als een pantserbestrijdende granaat in de 19e eeuw gebruikt geweest. Het bijzondere aan dit type was dat het geen ontsteker of buis had. Door de energie van het treffen op het gepantserd doel moest de zwartbuskruitlading tot uitwerking komen.

#### Antitankbrisantgranaat
Het principe van de antitankbrisantgranaat is het omvormen van de chemische energie in de springstof naar doordringen in het pantser. Een deel van de energie uit de springstof wordt gefocust op een klein deel van het pantser, waardoor dit pantserstaal zich vloeibaar gaat vormen. De energie die aan de binnenkant van het pantser binnendringt zal vernietigd uitwerken.

## Ontstekingsbuizen
De buis (ontsteker) zorgt voor het tot uitwerking komen van de hoofdlading op het juiste moment. De meeste buizen zijn complex van opbouw. De reden hiervoor is dat de buis met de granaat veilig opgeslagen, getransporteerd, verschoten en met een veilige vluchttijd (markerveiligheid) moet kunnen worden verschoten en pas na het afvuren op het juiste moment geactiveerd mag worden.   
Buizen kunnen worden gewapend door het fysiek wegnemen van een veiligheidspen (soms bij mortiermunitie of geweergranaten), door de versnelling (set-back), door rotatie en meeloop (na het verlaten van de schietbuis). Naast deze gangbare krachten wordt soms ook gebruik gemaakt van de wrijvingswarmte tijdens de vlucht, of hete gassen tijdens het verschieten. 
De schokbuis is het meest gangbare type van ontstekingsmechanisme. Deze wordt geactiveerd op het moment van inslag. Er zijn twee systemen, het percussie-systeem en het concussie-systeem. Soms zijn deze gecombineerd tot een perconcussie-systeem, waarbij het percussie systeem direct werkend is en het concussie systeem enige vertraging heeft. Mogelijke instellingen op een schokbuis kunnen direct (superquick) en vertragend (delay) zijn. De eerste reageert onmiddellijk, de tweede reageert pas na zeer korte  tijd. Meestal is dit zo'n 0,05 seconden. Hierdoor dringt een granaat in het doel voordat de explosie plaatsvindt. Reden hiervoor is dat een explosie in een ruimte een veel groter effect heeft dan een explosie tegen de wand ervan. Ook kan de granaat in een bebost gebied doordringen tot op het maaiveld in plaats van tegen het bladerdek te detoneren.
De tijdbuis heeft een pyrotechnische vertraging. Van oorsprong is dit ook de naamgever. Een buis gevuld met geperste pyrotechnische lading kon op lengte afgezaagd worden om de juiste tijdvertraging te verkrijgen. De tijdbuis wordt ingezet om uitwerkingen te krijgen bij verschillende projectielen. Voorbeelden hiervan zijn:
- Gevechtsveldverlichting. Met een lichtgranaat maakt deze op een ingesteld ogenblik een lichtpot aan een parachute vrij.
- Kartetsgranaat. Met de kartetsgranaat (schrapnell) werd met "tijdsvuur" verschoten om precies tot uitwerking te komen juist boven het doel. Door het uitstoten van de uithoud (kogels of flechettes) boven personeel worden deze getroffen.
- Rookgranaten om de bewegingen van eigen troepen te maskeren. Voor effectief gebruik moet de granaat de rookpotten op ca. 150 meter boven de grond uitstoten. Dit effect kan zowel met witte als met rode fosfor bereikt worden, met brandstichting als bijkomend effect. Ook zijn er rookgranaten zonder fosfor, die dus verminderd brandstichtend zijn.

Nadeel van de pyrotechnische vertraging is dat de verbrandingstijd wordt beïnvloed door o.a. vocht, luchtdruk en temperatuur.
De tijdbuis kan gecombineerde worden met een schokbuis en krijgt dan de naam tijdschokbuis.
De mechanische tijdbuis wordt vanaf de Eerste Wereldoorlog ingezet om nauwkeuriger tot uitwerking te komen. Deze is van een mechanisch uurwerk voorzien. Hierbij heeft de verschillen in temperatuur en luchtdruk geen invloed op de ingestelde tijd. Veelal tegen luchtdoelen gebruikt tot de nabijheidsbuis werd ingevoerd. Als de mechanische tijdbuis gecombineerd wordt met een schokbuis, spreekt men van een mechanische tijdschokbuis.
De nabijheidsbuis die radiogolven uitzendt en ontvangt waarbij het naderen van het doel door het dopplereffect gemeten wordt. Vlak bij het doel initieert deze buis de hoofdlading. Deze buis was aanvankelijk duurder, maar vereist geen verdere instellingen dan de afstand tot het object. Deze nabijheidsbuis (proximity fuze) ook wel VT-buis (variabel time) werd tijdens de Tweede Wereldoorlog in het geheim ontworpen. Het gebruik van deze buis heeft bijgedragen aan het hoge aantal onderschepte V1's die op Antwerpen en Londen afgeschoten werden. Doordat de nabijheidsbuis ook het maaiveld detecteert, kan deze op een afstand van 0-10 meter boven het maaiveld detoneren. Het gebied wat bestrijkt zal worden door de scherfwerking van de granaat is groter dan bij de werking van een schokbuis. Deze instelling zal gebruikt worden voor het uitschakelen van uitgestegen personeel en licht bepantserde voertuigen.
De elektronische buis is een modernere variatie en heeft de mogelijkheden van de vorige buizen.

## Bijzondere ladingen
Granaten kunnen naast een explosieve lading ook andere middelen bevatten:
- Biologische stoffen gericht tegen mensen, dieren of planten (schimmels, virussen, bacteriën, toxinen).
- Strookjes lichtmetaal om radar- en radiogolven te beïnvloeden.
- Submunitie, ook wel clustermunitie, genoemd. Kleinere munitieartikelen die zich na uitstoting verspreiden over een grote gebied. (Deze zijn door het verdrag van Ottawa verboden voor NAVO-landen met uitzondering van de VS.)
- Doelzoekende munitie. Na uitstoting zal deze een eigen doel opsporen.